# Pavetta trichardtensis
Pavetta trichardtensis är en måreväxtart som beskrevs av Cornelis Eliza Bertus Bremekamp. Pavetta trichardtensis ingår i släktet Pavetta och familjen måreväxter. Inga underarter finns listade i Catalogue of Life.